# Jean Paul
Jean Paul (21 de Março de 1763 — 14 de Novembro de 1825), pseudônimo de Johann Paul Friedrich Richter), foi um escritor romântico alemão muito admirado na sua época. A modificação que fez no seu nome deveu-se à admiração que sentia por Jean-Jacques Rousseau.

## Vida

### Infância e juventude
O pai de Jean Paul foi maestro e organista em Wunsiedel. Em 1765 converteu-se em pastor em Joditz; em 1776 conseguiu um posto melhor em Schwarzenbach an der Saale. A atmosfera protestante em casa do pai de Jean Paul marcou a sua infância. Começou a familiarizar-se com as ideias do Iluminismo através de um proeminente maestro e do pároco Erhard Friedrich Vogel, proveniente da localidade vizinha de Rehau, mais que através do seu pai conservador. Apartado dos centros político-literários da sua época, Jean Paul formou-se de modo autodidacta, e com 15 anos tinha um amplo conhecimento sobre livros que recolhia em cadernos monográficos. Em 1779 Jean Paul mudou para o ginásio de Hof, onde conheceu o seu amigo Johann Bernhard Hermann, que seria o arquétipo de muitas personagens das suas novelas, como por exemplo "Leibgeber" em Siebenkäs. Poucos meses depois morreu o seu pai, o que despoletou na família uma grave crise económica.

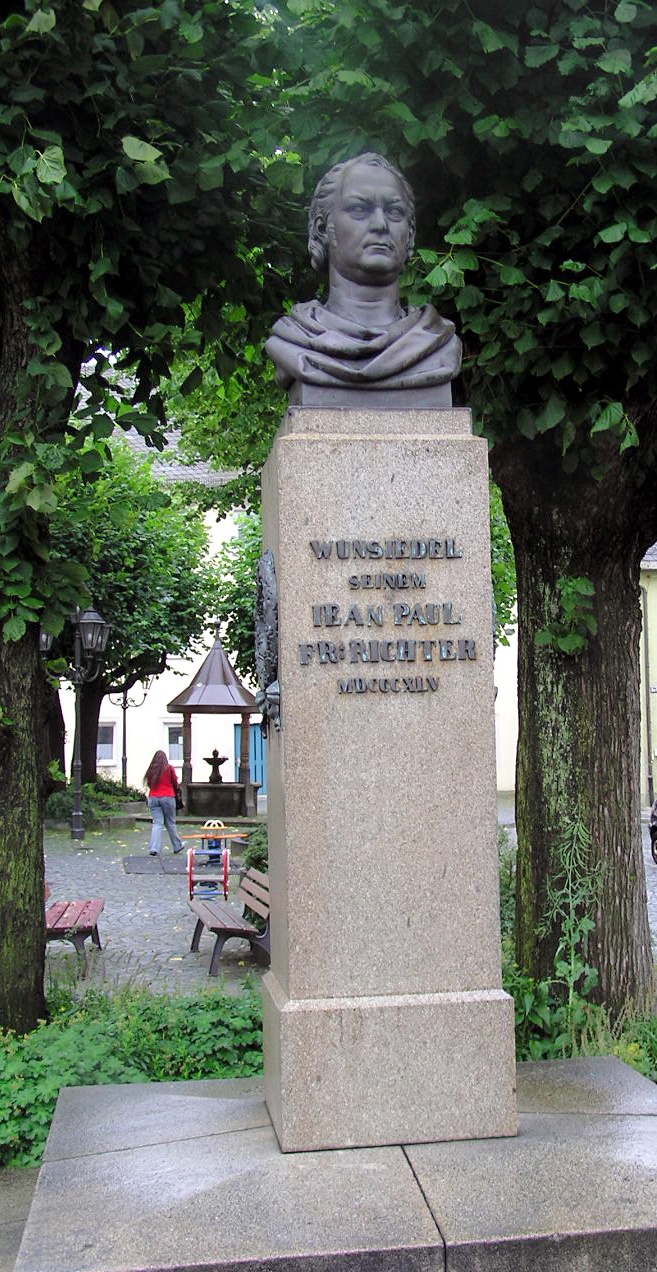
Monumento a Jean Paul em Wunsiedel

### Época de estudante
Em Maio de 1781 Jean Paul entrou na universidade de Leipzig, mas seguiu os estudos de teologia com muita apatia. No entanto, nessa época começou a descobrir-se como escritor: depois das suas primeiras experiências literárias, escreveu principalmente sátiras ao estilo de Jonathan Swift e de Ludwig Liscow, as quais foram reunidas em forma impressa em 1783 sob o nome de Grönländische Prozesse (Os processos gronelandeses). No entanto, a esta primeira publicação não se seguiram êxitos posteriores. Em 1784 Jean Paul teve que fugir dos seus credores e regressou a casa da sua mãe em Hof, na qualidade de "fracassado". A forma como se sentia nessa época pode-se testemunhar na sua novela tardia Siebenkäs. À pobreza opressiva daqueles anos veio a somar-se a morte de um amigo em 1786 e o suicídio de seu irmão Heinrich em 1789. Só quando Jean Paul começou a receber como professor particular a partir de 1787, a sua sorte começou a mudar lentamente.

### Início da fama
A série dos seus êxitos como escritor teve início em 1793 com a novela Die unsichtbare Loge. Jean Paul havia enviado o manuscrito ao escritor Karl Philipp Moritz, que se mostrou entusiasmado: „¡Mas isto está acima de Goethe, é algo totalmente novo!", terá exclamado, e graças ao seu intermédio o livro encontrou rapidamente uma editora em Berlim. É em Die unsichtbare Loge que Jean Paul utiliza pela primeira vez este nome, motivado pela admiração por Jean-Jacques Rousseau. Antes disso tinha escrito os seus trabalhos sob o pseudónimo de J. P. F. Hasus. Não obstante, Die unsichtbare Loge não passou de um fragmento, já que Jean Paul se entregou a uma nova novela,  Hesperus, aparecida em 1795. Este livro, o primeiro grande êxito literário desde Die Leiden des jungen Werthers de Goethe, levou Jean Paul subitamente à fama. Herder, Wieland e Johann Wilhelm Ludwig Gleim expressaram com entusiasmo o seu apreço por Hesperus. Como era de esperar, Goethe e Schiller não apreciaram a obra.

### Cúspide

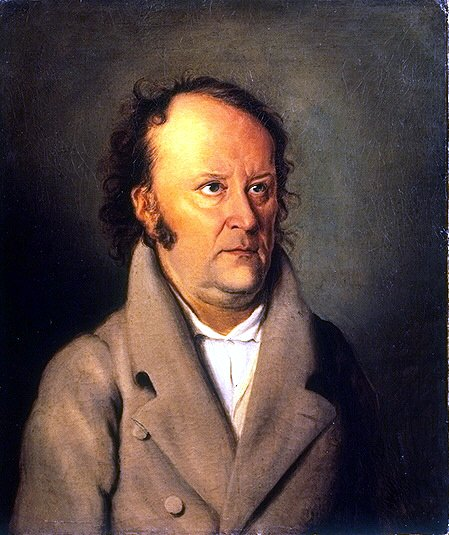
Jean Paul, 1810

## Importância literária
Jean Paul ganhou um lugar especial na literatura alemã e dividiu sempre os leitores. Para alguns é merecedor de uma veneração suprema; para outros, desinteresse e reprovação. A tendência romântica de fazer desaparecer a forma na novela foi levada ao extremo por ele; August Wilhelm Schlegel qualificou as suas obras de "solilóquios", nos quais permitia aos leitores tomar parte, uma espécie de intensificação daquilo que Laurence Sterne começou com o seu Tristram Shandy. Jean Paul usou constantemente um sem-fim de ocorrências humorísticas e grotescas. A sua obra caracteriza-se pelas metáforas audazes e tramas digressivas e até certo ponto labirínticas. Nelas, Jean Paul misturou reflexões com comentários sobre o "que fazer" literário; a sátira amarga aparece repentina junto da ironia engenhosa e o humor suave; junto ao sóbrio realismo encontra idílios esclarecedores, interrompidos usualmente de forma irónica; a sua obra também contém crítica social e posturas políticas.

## Receptividade

### Prémio Jean Paul
Em sua homenagem foi designado o maior prémio de literatura que outorga o Estado Livre da Baviera. A cada dois anos é atribuído em reconhecimento da obra completa de um autor de língua alemã. Monetariamente, o prémio consiste em 15 000 euros. Alternava até 2002 com o Prémio Karl Vossler, considerados ambos como os Prémios literários da Baviera. Os galardoados com este prémio foram:
- 2005 Sarah Kirsch
- 2003 Thomas Hürlimann
- 2001 Gerhard Polt
- 1999 Herbert Rosendorfer
- 1997 Günter de Bruyn
- 1995 Siegfried Lenz
- 1993 Gertrud Fussenegger
- 1991 Hermann Lenz
- 1989 Horst Bienek
- 1987 Botho Strauß
- 1985 Friedrich Dürrenmatt
- 1983 Hans Egon Holthusen

## Publicações
- Abelard und Heloise. (Epistolário, Jugendwerke, primeira seção), 1781.
- Grönländische Prozesse, 1783 f. – sob o pseudônimo de J. P. F. Hasus.
- Auswahl aus des Teufels Papieren, 1789 – sob o pseudônimo de J. P. F. Hasus.
- Die unsichtbare Loge. Eine Biographie, 1793.
- Leben des vergnügten Schulmeisterlein Maria Wutz in Auenthal. Eine Art Idylle. (Erzählung), 1793, Frankfurt am Main 1995, ISBN 3-458-33385-1
- Hesperus oder 45 Hundposttage. Uma biografia, 1795.
- Leben des Quintus Fixlein, aus funfzehn Zettelkästen gezogen; nebst einem Mustheil und einigen Jus de tablette. Erzählung, 1796.
- Des Rektors Florian Fälbel’s und seiner Primaner Reise nach dem Fichtelberg. Erzählung, 1796. Nova edição: Ed. Alexandre Kosenina. Wehrhahn Verlag, Hannover 2020, ISBN 978-3-86525-769-7
- Siebenkäs. Blumen-, Frucht- und Dornenstücke oder Ehestand, Tod und Hochzeit des Armenadvokaten F. St. Siebenkäs im Reichsmarktflecken Kuhschnappel. 1796–1797. Frankfurt am Main 1987, ISBN 3-458-32680-4
- Der Jubelsenior. 1797.
- Das Kampaner Tal. 1797.
- Konjekturalbiographie. Erzählung, 1798.
- Titan. Roman, 1800–1803. Frankfurt am Main 1983, ISBN 3-458-32371-6 (insel taschenbuch 671).
- Des Luftschiffers Giannozzo Seebuch. 1801; Frankfurt am Main 2007, ISBN 978-3-458-19291-6 (Insel-Bücherei 1291).
- Vorschule der Ästhetik, nebst einigen Vorlesungen in Leipzig über die Parteien der Zeit. 1804; Nova edição: Ed. Wolfhart Henckmann. Meiner, Hamburg 1990, ISBN 3-7873-0950-0.
- Flegeljahre. Eine Biographie, 1804–1805, Frankfurt am Main 2008, ISBN 978-3-596-90094-7.
- Freiheitsbüchlein. J. G. Cotta, Tübingen 1805. Bibliotheca Anna Amalia, München 2007, ISBN 978-3-86615-412-4.
- Levana oder Erziehlehre 1807, nova edição.
- Des Feldpredigers Schmelzle Reise nach Flätz mit fortgehenden Noten; nebst der Beichte des Teufels bey einem Staatsmanne. (Erzählung), 1809. Neuausgabe: Kurt Wolff Verlag, Leipzig, 1917 com oito gravuras de Karl Thylmann; Insel Verlag, Berlim 2013, ISBN 978-3-458-19375-3 (Insel-Bücherei 1375).
- Dr. Katzenbergers Badereise, nebst einer Auswahl verbesserter Werkchen. (Erzählung), 1809.
- Leben Fibels, des Verfassers der Bienrodischen Fibel. 1812.
- Mars und Phöbus, Thronwechsel im J. 1814; eine scherzhafte Flugschrift. 1814.
- Der Komet oder Nikolaus Marggraf. Eine komische Geschichte., 1820–1822.
- Selberlebensbeschreibung. Autobiografia. Incompleta, postumamente, 1826.
- Selina. Romance incompleto, postumamente, 1827.